# Кун (Болцано)
Кун је насеље у Италији у округу Болцано, региону Трентино-Јужни Тирол.
Према процени из 2011. у насељу је живело 21 становника. Насеље се налази на надморској висини од 251 м.